# Liffiyah
L'illa de Liffiyah és una illa de l'emirat d'Abu Dhabi situada a uns 15 km la costa, a 100 km al nord-oest d'Abu Dhabi (ciutat) i a l'oest de l'illa Marawah de la que la separa un pas de mar. L'única vila és Al-Fiyay, al sud-est, enfront de la vila de Liffah, a la costa nord-occidental de Marawah.
Mesura uns 3 km de nord a sud i 1,5 km d'est a oest, amb una superfície d'uns 5 km². Geològicament es creu que va formar part de les terres continentals formant una península que inclogué també altres illes, especialment Abu Al-Abyad i Marawah, i que es van separar del continent vers el 5000 aC. El terreny és arenós i format en part per zona de sabkha o llacuna salada. Les seves costes estan rodejades de manglars (Avicennia marina).
La zona és freqüentada per dugongs (Dugong dugon) i tortugues. A l'illa es practica la pesca que accidentalment afecta a algunes tortugues que cauen a les trampes. Els ocells principals són el martinet dels esculls, el corriol camanegre, el xatrac menut de Saunders i l'alosa puput. També hi ha algunes àguiles peixateres.
Hi ha evidencies d'una ocupació humana perllongada, incloent a la costa abundants restes de closques d'ostra perlera (Pinctada radiata) i cargols marins (Hexaplex kuesterianus).